# Gustaf Wictor Sparfvenfeldt
Gustaf Wictor Eriksson Sparfvenfeldt född 5 september 1859 i Huddinge socken, Stockholms län, död 31 december 1944 i Katarina församling, Stockholm
, var en svensk målare. 
Sparfvenfeldt kallade sig själv för figurmålare. Han var mest verksam med kopiering av andra mästares verk vid Nationalmuseum. I en notis i tidskriften Karbasen omnämns han ironiskt som Sveriges specialist på Carl XII:s likfärd och Alfred Bergströms margarinmåne. Flera av hans kopior köptes av privatpersoner och vid en konstauktion i Danmark 1961 såldes hans kopia av Zorns Midsommardans i Mora.